# Râul Iaz, Olt
Râul Iaz este un afluent al râului Olt. 